# Los 40
Los 40, anciennement Los 40 Principales, est un réseau de radio espagnol disponible en Argentine, Mexique, Paraguay, Chili, Costa Rica, Colombie, Équateur, Guatemala, Panama, Nicaragua et République dominicaine sous le même nom mais avec une programmation musicale différente de 40 España. Certaines stations jouent plus de chansons latines alors que d'autres plus reggaeton et d'autres plus anglaises.

## Historique
Los 40 Principales a commencé par être une émission musicale à Radio Madrid, connue aujourd'hui sous le nom de Cadena SER, le 18 juillet 1966. Elle a d'abord été diffusée sur une station, puis étendue à 10. Au début, il ne dure qu'une heure, puis augmente à deux, puis quatre et enfin huit heures, heure à laquelle il commence à diffuser régulièrement tous les samedis. Les émetteurs à ondes moyennes ont joué un rôle essentiel dans l’agrandissement de l’émission, car les fréquences FM n’étaient pas populaires à l’époque.
La popularité de cette émission ne cessant de croître, il fut décidé en 1979 que Los 40 Principales deviendrait une station de radio diffusant 24 heures sur 24. Cependant, jusqu'en 1985, il faisait toujours partie du réseau Cadena SER. Après cela, il est devenu indépendant, bien qu'il appartienne toujours au groupe PRISA et continue de l'être.
En 1988, Los 40 Principales était connue comme la station la plus écoutée d’Espagne avec 5 millions d’auditeurs.
En 1992, son créateur et directeur, Rafael Revert, a quitté la station. Son remplaçant, Luis Merino, a redirigé la station vers les moins de 25 ans, en particulier entre 16 et 20 ans. Il a quitté quatre ans plus tard pour être remplacé par Javier Pons.
Le 1er septembre 1998, la chaîne musicale 40 TV a été lancée. Sa chaîne dérivée, 40 Latino, a été exploitée de 2005 à 2012. Elle a ensuite continué en tant que programme de vidéoclip sur la chaîne principale, 40 TV, avant la fermeture de cette chaîne le 17 février 2017.
Dans les années 2000, Los 40 Principales s’est étendu aux pays d’Amérique latine.
En 2006, la station a lancé l’émission annuelle de prix de la musique, Premios 40 Principales, pour célébrer son 40e anniversaire. Il s'est ensuite étendu au Mexique, au Guatemala, au Costa Rica, à la Colombie, à l'Argentine et au Chili en 2007; et le Mexique en 2012.
En mars 2010, la station a mis à jour la "hot clock" pour offrir plus de musique. Il y avait 40 minutes de hits à la suite par heure (Los 40 de 40), suivies de quatre blocs de 5 minutes, avec 2 nationales et 2 décrochages locales. En août de cette année, il a mis à jour l'horloge à nouveau pour offrir 47 minutes de hits par heure (uniquement pendant la Fórmula 40 Principales, et maintenant Fórmula LOS40).
En 2015, la station restait la première station de musique en Espagne, mais avait perdu 17,8% de son auditoire en un an, passant à 2 940 000 auditeurs.
À l'occasion du 50e anniversaire de l’événement Primavera Pop en mi-2016, Los40 annonce la globalisation de sa marque par adopter le nouveau nom LOS40 et un nouveau slogan mondial: "Music Inspires Life" (La musique inspire la vie). Les Premios 40 Principales deviennent ainsi les LOS40 Music Awards. En décembre 2016, la radio lance une application mobile qui réunit toutes ses stations en une interface unique.
En 2017, LOS40 était toujours la première station de musique en Espagne mais continuait également à perdre ses auditoires, avec 2 871 000 auditeurs. Parallèlement, en 2018, il récupère une partie de cette perte avec 2 935 000 auditeurs.
En 2018, LOS40 Espagne a réutilisé son slogan initial, "Todos los Éxitos" (Tous les Hits). Toutes les autres stations LOS40 du monde ont continué avec le slogan "Music Inspires Life".

## Programmation
Sa programmation musicale est principalement la Pop mais également le Pop-Rock et la Dance des années 1990 à aujourd'hui, de tout ce qui se fait de meilleur en Espagne et sur la scène internationale.
La station propose quelques rendez-vous musicaux en fin de semaine comme Del 40 al 1 (De 40 à 1) (chaque samedi de 10 à 14 heures), présenté par Tony Aguilar, qui présentent les 40 meilleures chansons de la station via le vote du public, ou bien Lo más 40 (Le plus 40) de Xavi Martinez (du lundi au vendredi de 18 à 21 heures), qui passe en revue le meilleur et l'inédit de la scène musicale internationale. Et un programme en été, Del 40 Al 1 Verano, par Karim Mohamed qui suit la zona 40, une succession de concerts en plein air. Également Luis Lopéz, pour World Dance Music (le samedi à 23 heures), qui passe en revue les 20 meilleurs titres des dancefloor d'Ibiza.
Los 40 présente également un programme matinal, ¡Anda Ya!, présenté par Dani Moreno et Cristina Boscá.
Depuis septembre 2008, l'émission Internight présentée la semaine par Tony Aguilar (Del 40 Al 1) et en fin de semaine par Miguel Coll (Anda Ya).
C'est la station de radio musicale la plus écoutée d'Espagne et seconde radio toutes thématiques confondues avec 2 792 000 auditeurs selon le dernier EGM en 2021. Elle appartient au groupe de presse Prisa.

## Histoire française
En France, le concept a été transposé de 1992 à 1995 sous le nom M40, fusion des anciens réseaux Métropolys et Maxximum, devenue par la suite RTL2.